# Pueblo Aculco
Pueblo de Aculco es una localidad mexicana ubicada al oriente de la Ciudad de México, en la alcaldía de Iztapalapa. Su nombre proviene de la lengua náhuatl y significa "Lugar donde brota el Agua".
Está población en la actualidad cuenta con aproximadamente 4976 habitantes (SIDESO), y en su límites se encuentra la Central de abastos de la Ciudad de México.
El 15 de agosto celebran las fiestas patronales, dando devoción a la Virgen de la Asunción. Quemando el mismo día un castillo pirotécnico y eventos,Esta fiesta dura alrededor de 8 días; el último día es costumbre quemar fuegos pirotécnicos dando cierre a esta fiestas.